# Oratorio di Sant'Anna (Cavriana)
L'oratorio di Sant'Anna è un edificio religioso situato nella frazione Campagnolo del comune di Cavriana, in provincia e diocesi di Mantova.

## Storia
Sorge al centro di una collina, a poca distanza da un piccolo monastero, trasformato in corte agricola, abitato dalle monache di Santa Giulia di Brescia.
La chiesa venne ricostruita agli inizi del Seicento su un edificio medievale. L'interno, con volta a botte, presenta un altare con marmi policromi e una pala d'altare dedicata alla Madonna, sant'Anna e altri santi.

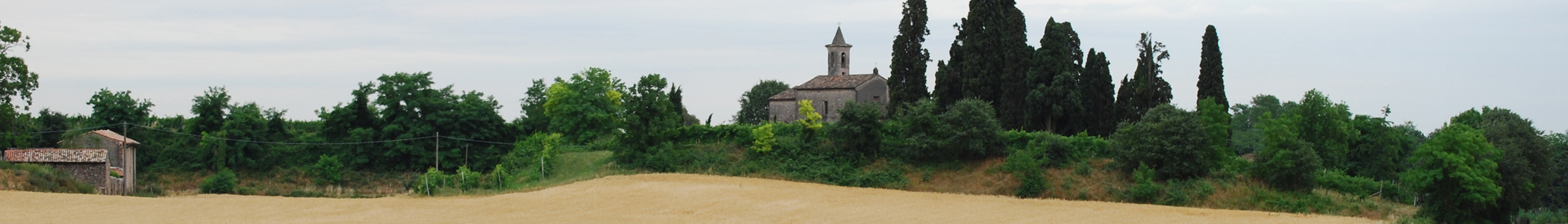
L'oratorio di Sant'Anna attorno a Cavriana